# تينا روزنبرغ
تينا روزنبرغ (بالإنجليزية: Tina Rosenberg)‏ هي صحفية أمريكية، ولدت في 14 أبريل 1960 في بروكلين في الولايات المتحدة.